# Arghestan (dystrykt)
Arghestan jest jednym z powiatów afgańskiej prowincji Kandahar. Położony w północnej części prowincji graniczy z powiatami: Spin Boldak od południa i zachodu, z Damanem od zachodu oraz z Marufem od wschodu. Na północy graniczy z prowincją Zabol. Częściowo granica powiatu przebiega wzdłuż linii Duranda stanowiąc granicę państwową z Pakistanem (na wschodzie). Zasiedlenie powiatu wynosi ok. 30 500 (2006). Centralną miejscowością powiatu jest Arghestan, położone w dolinie rzeki Arghestan.